# Тур'я Пасіка
Тур'я́ Па́сіка — село в Україні, в Закарпатській області, Ужгородському районі.
Вперше село згадують у документах за 1552 р.
Церква св. арх. Михайла. 1810.
храм св. арх. Михайла. 1810.
Найдавніша церква стояла в місцевості, що дотепер називається “Монастир”. Друга дерев’яна церква стояла неподалік теперішньої, але згоріла. У 1751р. згадують дерев’яну церкву св. арх. Михайла з усіма образами та трьома дзвонами.
Теперішня церква – струнка мурована споруда базилічного стилю, гарно розміщена на пагорбі в центрі села. Турня до 1954 р. була вкрита шинґлами. Іконостас зробили в 1840 р. Можливо, тоді ж розмалювали також інтер’єр.
У 1980 р. іконопис оновили, а в 1985 р. художник з Мукачева Йосип Балог розмалював церкву. Про ці події свідчить напис на зворотному боці намісних ікон. У 1997 р. зусиллями голови церковного комітету Михайла Гуштана дахи перекрили новим етернітом, що вигідно відрізняє пасіцьку церкву від багатьох інших, вкритих сліпучою бляхою.
Місцевий священик Микола Балтович 1950 р. був засуджений на 25 років каторги. Повернувся 1955 р. і того ж року помер.
Греко-католицькій громаді після 13 років моління (Богослужіння проводились по будинках жителів села), місцева влада віддала для проведення Богослужінь будинок колишньої церковної школи, відібраниу у часи гонінь греко-католицької церкви. Перед церковною школою поставили хрест, який владика Мілан освятив 02 серпня 2003 року. Довгий час вірники молились у напівзруйнованому будинку, який врешті довелося розібрати із-за аварійного стану. Пізніше місцевою владою виділено приміщення колишньої бібліотеки в занедбаному стані.
Наріжний камінь під будівництво нового храму було освячено владикою Міланом 19 березня 2012 року , на місці колишньої розібраної церковної школи та виділеної додатково владою прилеглої ділянки.
Тож після святкування 25-ї річниці виходу з підпілля греко-католицької церкви вірники села мають такий бажаний храм. Будівництво храму Святого Архистратига Михаїла відбулося завдяки вірникам та добродійникам. 29 червня 2015 року владика Мілан разом з владикою Іренейєм (Біликом), ЧСВВ, єпископом-каноніком базиліки Санта Марія Маджоре та владикою Куртом (Бурнеттом), єпископом Пасеїцьким (США), прибули до села, що знаходиться у Тур’янській долині, щоб освятити новий храм для Свято-Михайлівської громади села Тур’я-Пасіка.

## Туристичні місця
- Біля села знаходиться урочище Воєводино, яке приваблює туристів не тільки з України. СПА-комплекс, басейни, чани, лазні. Тут розташований підйомник для любителів гірськолижного спорту, снігові гармати. За бажанням ви можете зайнятися риболовлею.
- парк графа Шенборна, який займає дуже велику територію. У цьому казковому місці зберігся календар друїдів, над озером працює старий млин, а вхід в парк прикрашає старовинна брама. Красивішим витвором в стилі бароко є міст чотирьох Ївангелістів, який знаходиться в парку. Прикрашений він скульптурами біблійних євангелістів.
- сквер "Трьох яблук які змінили світ"
- Сад пекла
- храм св. арх. Михайла. 1810.

### Міні-скульптури
У травні 2015 року в урочищі Воєводино, встановлено 4 міні-скульптури кельтів, скульптор М.Колодко.
1. Кельт-друїд у парку Шенборна стереже ліс, і спостерігає за тим, як ростуть дерева в колі календаря друїдів.
2. Кельт з бочкою кальвадоса.
3. Кельт-коваль,  в руках у скульптурки – копія кельтського меча, який знайшли археологи під час його розкопок.
4. Кельт в чані, винахід яких приписують саме їм.
5. Леприкон "Янська мушка", 2021 рік, скульптор Р.Мурник

## Географія
У селі струмок Бистрик впадає у річку Тур'ю.

## Населення
Згідно з переписом УРСР 1989 року чисельність наявного населення села становила 1546 осіб, з яких 734 чоловіки та 812 жінок.
За переписом населення України 2001 року в селі мешкали 1634 особи.

### Мова
Розподіл населення за рідною мовою за даними перепису 2001 року:
| Мова       | Кількість | Відсоток |
| ---------- | --------- | -------- |
| українська | 1682      | 99.23%   |
| російська  | 10        | 0.59%    |
| угорська   | 2         | 0.12%    |
| вірменська | 1         | 0.06%    |
| Усього     | 1695      | 100%     |

закарпатський діалект 99,56

## Відомі уродженці
Відомі Пасічани
Мікловда Василь Петрович — Вчений-економіст, член-кореспондент Національної академії наук України (2000), лауреат Державної премії України в галузі науки і техніки (2004).
Народився 8 грудня 1946 року в селі Тур'я–Пасіка Перечинського району Закарпатської області. У 1970 році закінчив економічний факультет Ужгородського державного університету, в 1979 році — аспірантуру Львівського державного університету ім. І. Франка. У 1980 році захистив кандидатську дисертацію на тему «Господарський розрахунок виробничих об'єднань та шляхи його удосконалення», а в 1994 році — докторську на тему «Економіко-організаційні методи ефективної роботи промислових підприємств». Декан економічного факультету, завідувач кафедри економіки, менеджменту та маркетингу Ужгородського національного університету.
Основними напрямами наукової роботи є дослідження нових економічних процесів, які впливають на роботу промислових об'єктів різних форм власності; вузлових проблем теорії і практики розвитку трудового потенціалу, механізму його реалізації; розвитку і ефективності функціонування підприємницьких структур в умовах формування національної економічної системи із урахуванням регіональних особливостей.
Василь Петрович — автор понад 130 наукових праць, із них 11 монографій, серед яких 3 одноосібні, 5 у співавторстві і 3 колективні. Підготував 14 кандидатів економічних наук і одного доктора.
У 1995 р. В. П. Мікловді присвоєно почесне звання «Заслужений працівник освіти України», в 2001 р. він нагороджений Почесною грамотою Кабінету Міністрів України.

Мікловда Олександр Іванович (28.02.1940 — 21.12.2002) — талановитий український художник народився в селі Тур'я-Пасіка. Ще, будучи маленьким хлопчиком, він захоплювався розписом. Перший досвід, будучи художником, здобув розписуючи пасхальні яйця (писанки). З цих азів народного мистецтва починався його творчій шлях.
Відчуття радості і захвату послужило поштовхом юному художнику для вступу на навчання в Ужгородське училище прикладного мистецтва, а потім в Київський художній інститут.
Академік В.Касіян, побачивши роботи студента Олександра Микловди, був в захваті. Порадив йому серйозно зайнятися книжковою графікою. Якщо Микловду — ілюстратора книжок, знають більше в Україні, то його популярність, як творця унікальних екслібрисів стала добре відомою і за кордоном.
У селі добре пам'ятають талановитого художника, патріота народу, справжнього сина рідної землі.
- Лаба Борис Михайлович (1937—2011) — український хоровий диригент, композитор, педагог. 3аслужений артист УРСР (1979). Лауреат Державної премії АР Крим (1995).